# 琴ヶ浜

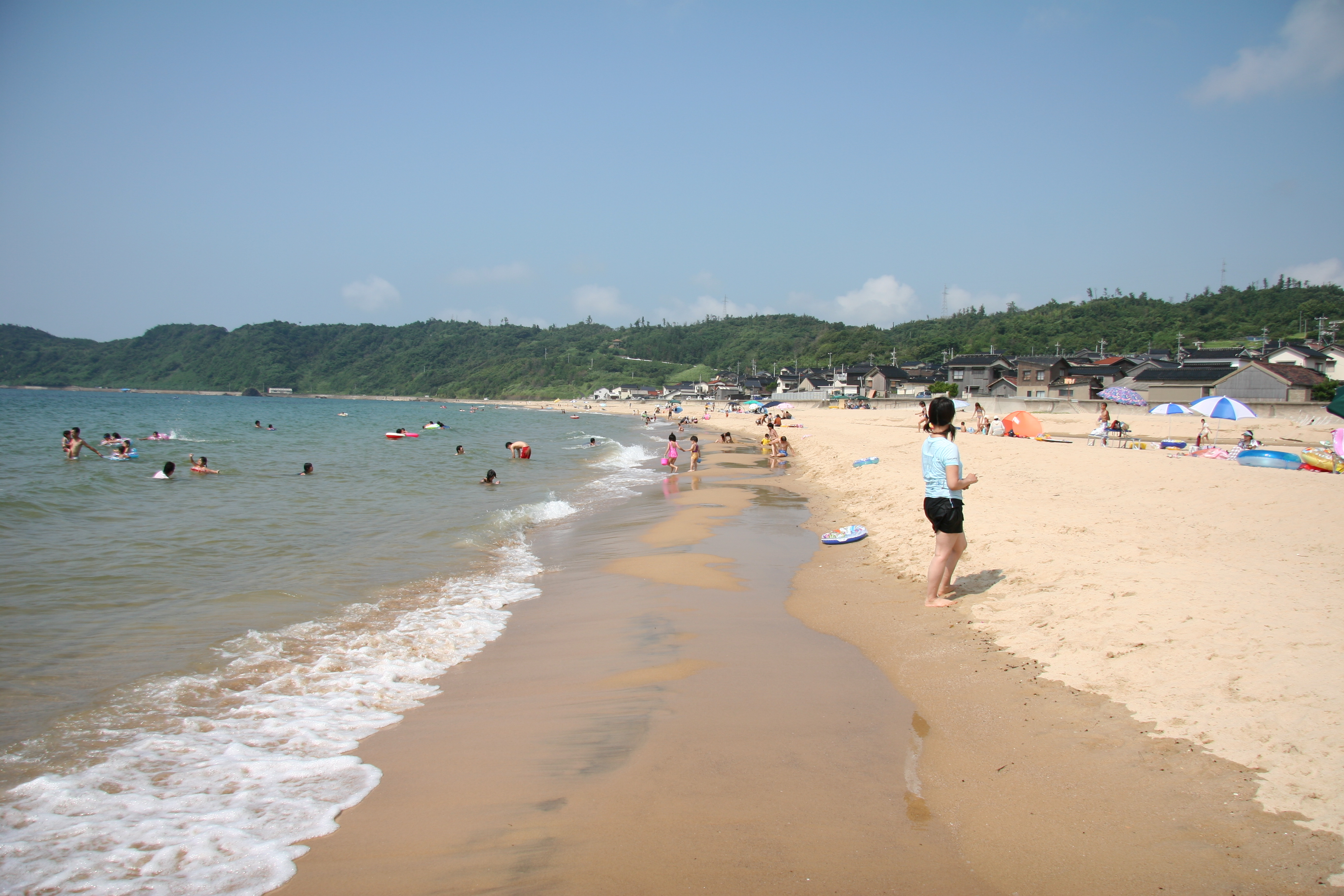
▲琴ヶ浜(2006.7.30撮影)

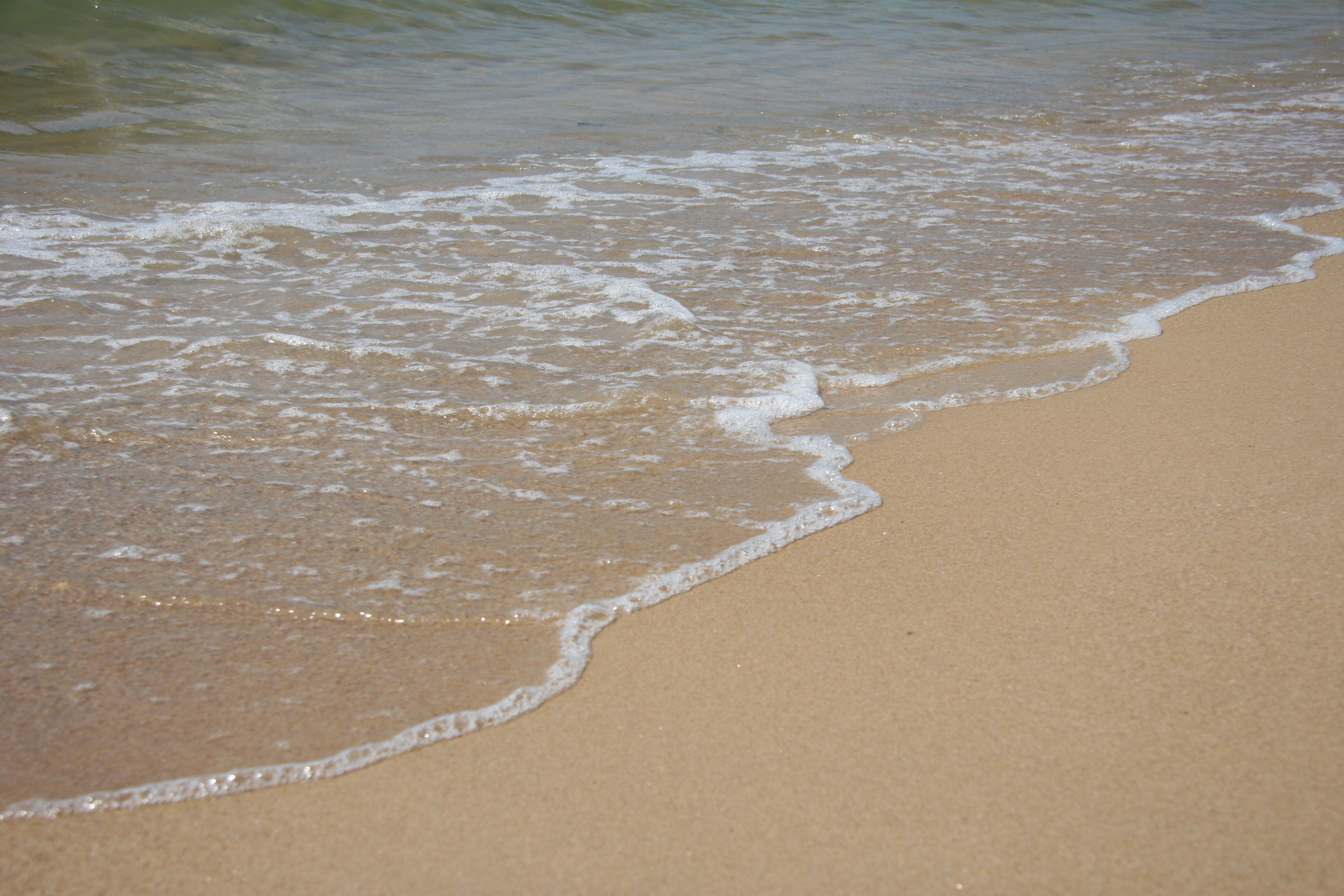
琴ヶ浜（波打ち際）

琴ヶ浜（ことがはま）は、島根県大田市仁摩町（旧邇摩郡仁摩町）にある砂浜。鳴き砂（鳴り砂とも言う）で有名であり、1996年に日本の音風景100選と日本の渚百選に選ばれる。
延長1.6Km。
浜は全て海水浴場となっており、夏は多くの海水浴客で賑わう。

## 琴姫伝説
ある平家の姫が、壇ノ浦の源平の戦に敗れこの地に流れ着いた。その時村人に助けられたお礼に、姫は毎日琴を奏でていた。その姫が亡くなると、砂浜が琴の音のように鳴くようになった。
それ以来その姫を琴姫、この浜を琴ヶ浜と呼ぶようになったという（いくつかある琴姫伝説より代表的なものを挙げる）。

## 所在地
- 島根県大田市仁摩町馬路

## アクセス
- 山陰本線馬路駅下車徒歩約5分
- 山陰自動車道浜田ICから約45分

## 周辺施設
- 仁摩サンドミュージアム